# Limburg-Weilburg
Limburg-Weilburg je okrug u njemačkoj pokrajini Hessen. Po popisu iz 2008. 172.738 stanovnika živi u okrugu površine 738,48 km².

## Gradovi i općine u okrugu
| Gradovi                                                                | Općine                                                                       |                                                                                              |
| ---------------------------------------------------------------------- | ---------------------------------------------------------------------------- | -------------------------------------------------------------------------------------------- |
| 1. Bad Camberg 2. Hadamar 3. Limburg an der Lahn 4. Runkel 5. Weilburg | 1. Beselich 2. Brechen 3. Dornburg 4. Elbtal 5. Elz 6. Hünfelden 7. Löhnberg | 1. Mengerskirchen 2. Merenberg 3. Selters 4. Villmar 5. Waldbrunn 6. Weilmünster 7. Weinbach |

## Vanjske poveznice
- Službena stranica (njem.)